# 哈馬爾斯科爾韋內海崖
哈馬爾斯科爾韋內海崖，是南極洲的海崖，位於毛德皇后地的阿斯特里德公主海岸，處於克維塔馬倫崖以東，屬於穆利格-霍夫曼山脈的一部分，由挪威製圖師根據該國探險隊拍攝的測量和空中照片繪入地圖，現時由南極條約體系管理。